# Arawacus sito
Arawacus sito là một loài bướm ngày thuộc họ Bướm xanh. Loài này có ở México, phía nam Trung Mỹ, bao gồm Guatemala, Honduras, Nicaragua và Panama.